# 北浦臨海パーク
北浦臨海パーク（きたうらりんかいパーク）は宮崎県延岡市北浦町古江の古江港にある複合観光施設である。愛称は「きたうらら海市場」

## 概要
東九州自動車道北浦ICに国道388号を介して接続する宮崎県道122号古江丸市尾線沿いの北浦古江港に敷地を持つ。施設の運営は「株式会社きたうら海友」により行われており、物販所「きたうらら海市」、レストラン「海市場」、牡蠣小屋「牡蠣家」、北浦海浜運動公園、24時間利用可能なトイレと駐車場、観光案内所等が備わっている。また、隣接する古江港からはクルージング船が出ている。旧北浦町および古江地区への観光客呼び込みや漁業の振興に加え、東九州自動車道のSA/PA代替施設（後述）を兼ねている。
施設全体が2018年（平成30年）8月16日に国土交通省港湾局長から、観光案内所を代表施設とするみなとオアシス北浦臨海パークとして「みなとオアシス」の登録をしている（全国で121番目、宮崎県で3番目）。

## 沿革
- 2016年（平成28年）4月27日 - 開業
- 2018年（平成30年）8月16日 - みなとオアシスの登録を行う[1]

## 東九州自動車道のSA/PA代替機能
東九州道の大分松岡PA - 川南PA（約150 km）間では宮崎方面の下りSA/PAが1つも無い状況が続くため、北浦ICの前後が新直轄方式による無料区間であることを踏まえて、国土交通省および西日本高速道路が北浦臨海パークを「休憩施設」として紹介している。
また、近くのガソリンスタンドに日曜日も営業するよう協力を求め、施設を利用する車を案内している（東九州道では、今川PA・別府湾SA・川南PA・九州道重複区間の桜島SA上り線のみ本線休憩施設でガソリンスタンドを営業している）。
東九州道におけるSA/PA代替施設の整備を行った例としては他に、道の駅北川はゆま（宮崎県延岡市）やかまえインターパーク（大分県佐伯市）等がある。

## 施設
- 古江港
- 物販所「きたうらら海市」
- レストラン「海市場」
- レストラン「牡蠣家」
- 北浦海浜運動公園
- 観光案内所
- トイレ : 24時間利用可
- 駐車場 : 24時間利用可能

## 周辺施設
- 北浦町総合支所 - 旧北浦町役場
- 北浦郵便局
- 北浦小学校
- 北浦中学校
- 天野神社
- 日豊海岸
- 日豊海岸国定公園
- 道の駅北浦
- 下阿蘇海水浴場
- 須美江家族旅行村

## 周辺道路
- E10 東九州自動車道 : (19) 北浦IC
- 国道388号
- 宮崎県道122号古江丸市尾線